# Calvert Beach
 (juillet 2025).
Calvert Beach est une census-designated place située dans le comté de Calvert, dans l’État du Maryland, aux États-Unis. Lors du recensement de 2020, elle comptait 791 habitants.